# Sergej Ejzenštejn
Sergej Mihajlovič Ejzenštejn (ruski: Сергей Михайлович Эйзенштейн, latvijski: Sergejs Eizenšteins; Riga, Latvija, 23. siječnja 1898. – Moskva, 11. veljače 1948.) sovjetski filmski redatelj, teoretičar i pionir u teoriji i praksi montaže. Posebno je poznat po svojim nijemim filmovima Štrajk (1925.), Oklopnjača Potemkin (1925.) i Oktobru (1928.), kao i povijesnim epovima Aleksander Nevski (1938.) i Ivan Grozni (1944., 1958.).

## Rani život
Sergej Ejzenštejn rođen je 22. siječnja 1898. u Rigi u Latviji (tada dio Ruskog carstva u Guvernoratu Livoniji), te je dolazio iz obitelji srednje klase. Njegova se obitelj često selila tijekom njegova djetinjstva, kao što je Ejzenštejn to činio tijekom svog života. Njegovi roditelji pripadali su Ruskoj pravoslavnoj crkvi, no on će tijekom života postati ateist. Njegova majka švedskog porijekla Julija Ivanovna Konetskaya bila je kći bogatog trgovca, a otac njemačkog porijekla poznati arhitekt i inženjer Mihail Osipovič Eisenstein koji je radio na gradnji brodova do 1910. godine kada se preselio u Saint Petersburg da bi se pridružio svojoj obitelji koja je napustila Rigu pet godina prije.

## Obrazovanje
Nakon studija 1916–18. na Institutu za građevinarstvo u Petrogradu, Ejzenštejn se odlučio za karijeru u plastičnoj umjetnosti i upisao se na Školu likovnih umjetnosti. Izbijanjem ruske revolucije 1917. godine prijavio se u Crvenu armiju i pomagao u organizaciji i planiranju obrane. Godine 1920. Sergej je premješten na zapovjedno mjesto u Minsku, nakon uspjeha u propagandi za Oktobarsku revoluciju. U to je vrijeme bio izložen kazalištu Kabuki i učio japanski jezik, naučivši oko 300 kanji znakova, što mu je poslužilo kao utjecaj u njegovim filmovima.  

## Karijera

### Od kazališta do kina
Od 1919. djelovao kao scenograf pa kao redatelj u kazalištu Proletkulta. Eisenstein se preselio u Moskvu 1920. godine i započeo karijeru u kazalištu radeći za Proletkult eksperimentalnu sovjetsku umjetničku instituciju koja je težila radikalnoj modifikaciji postojećih umjetničkih oblika i stvaranju estetike radničke klase. Poznati filmovi na kojima je radio su Plinske maske, Slušaš li, Moskvo? i Mudrac. Karijeru kao filmski teoretičar započinje 1923. godine pišući Montažu atrakcija za ruski umjetnički časopis LEF gdje se zalaže za smisleno organiziranje umjetničkih sredstava u složenu cjelinu čiji je cilj omogućiti gledatelju spoznavanje ideološke strukture. Esejom završava s karijerom u kazalištu i počinje se orijentirati na film. Njegovi teorijski radovi izdani su u New Yorku u dvije knjiga – "Film Sense" i "Film Form". Iste godine, radi svoj prvi film Dnevnik Glumova.
Od 1924. posvetio se filmu: sedam cjelovečernjih filmova i više teorijskih radova uvrštavaju ga među najveće sovjetske redatelje i teoretičare. Kao redatelja zaokupljale su ga teme narodnog stradanja i otpora, iz povijesti radničkog pokreta (revolucije u Rusiji i Meksiku) te socijalističke preobrazbe društva; u zvučnom razdoblju prevladavale su teme iz davnije ruske povijesti. Štrajk (1925.) je prvi Ejzenštejnov cjelovečernji igrani film. Oklopnjača Potemkin (također 1925.) bio je hvaljen u cijelom svijetu. Uglavnom zahvaljujući međunarodnom ugledu, tada je uspio režirati Oktobar: Deset dana koji su potresli svijet, kao dio velike proslave desete obljetnice Oktobarske revolucije 1917., a zatim i Generalnu liniju (poznatu i kao Staro i Novo). Dok su kritičari izvan sovjetske Rusije hvalili ova djela, Ejzenštejnova pažnja u filmovima na strukturna pitanja poput kutova kamere, kretanja gomile i montaže dovela ga njega i njegove istomišljenike kao što su Vsevolod Pudovkin i Aleksandar Dovženko pod vatru sovjetske filmske zajednice.
U svojim početnim filmovima Ejzenštejn nije koristio profesionalne glumce. Nije se bavio pojedinačnim likovima. Njegovi narativi usmjereni su bili prema široka društvena pitanja, posebno klasni sukob. Kao likove koristio je grupe, a uloge su ispunjavale neobučene osobe iz odgovarajućih razreda; izbjegavao je traženje odgovarajućih glumaca. Njegova vizija komunizma dovela ga je u sukob s dužnosnicima vladajućeg režima i Staljinom. Kao i mnogi boljševički umjetnici, Ejzenštejn je zamišljao novo društvo u kojem će umjetnici biti oslobođeni ih od ograničenja nadređenih i proračuna, ostavljajući im apsolutno slobodu stvaranja, Zbog novonastalog rata  izolirana nova nacija isprva nije imala sredstava za nacionalizaciju svoje filmske industrije.

### Putovanja u Europu
U jesen 1928. Godine, Ejzenštejn je napustio Sovjetski Savez kako bi putovao po Europom, u pratnji svog višegodišnjeg filmskog suradnika Grigorija Aleksandrova i kinematografa Eduarda Tissea. Putovanje je trebalo omogućiti trojici da nauče o zvučnim filmovima i da se kao sovjetski umjetnici predstave kapitalističkom Zapadu. Međutim, za Ejzenštejna je to bila prilika da vidi krajolike i kulture izvan Sovjetskog Saveza. Sljedeće dvije godine proveo je na putovanjima i predavanjima u Berlinu, Zürichu, Londonu i Parizu. Godine 1929., u posjetu Parizu, snimio je Romance sentimentale, montažu scena iz prirode.  

### Putovanje u SAD
Krajem travnja 1930. filmski producent Jesse L. Lasky, u ime tvrtke Paramount Pictures, ponudio je Eisensteinu priliku da snimi film u SAD-u. Prihvatio je kratkoročni ugovor za 100.000 američkih dolara (1.500.000 američkih dolara u 2017. godini) i stigao u Hollywood u svibnju 1930., zajedno s Aleksandrovim i Tisseom. Napisali su scenarij zasnovan na Theodoru Dreiseru, ali Amerikanci su ih samo htjeli vidjeti kao prebjege i ljude koji bi mogli kritizirati boljševički sustav. Ejzenštejn je bio fasciniran Hoolywoodom smatrajući ga centrom filmske industrije I izvorom njemu zanimljivih tehnika sa superiornim razvijenim tehnološkim resursima što je Rusiji u tom aspektu nedostajalo D. W. Griffith je započinjao tada oblikovati filmski medij u snažnu formu prigodnu za izražavanje I Eisenstein je u njemu vidio uzor za učenje posebno iz Griffithovog poznatog filman Netolerancija. Ejzenštejn je predložio biografiju trgovca oružjem Basila Zaharoffa i filmsku verziju Oružja i čovjeka Georgea Bernarda Shawa, te cjelovitije razvijene planove za film Sutterovog zlata Blaisea Cendrarsa, ali po svemu sudeći nisu uspjeli impresionirati producente studija. Paramount je predložio filmsku verziju filma Američke tragedije Theodora Dreisera. To je zainteresiralo Ejzenštejna, koji je pročitao i svidio mu se rad, a Dreisera je upoznao svojedobno u Moskvi. Odbijajući modificirati svoje scenarije kako bi udovoljili studijskim zahtjevima, odlučio je raskinuti ugovor i raditi na režiranju filmova.
Ejzenštejn i njegova pratnja proveli su dosta vremena s Charliejem Chaplinom, i na njegovu preporuku sastao s američkim socijalističkim autorom Uptonom Sinclaireom. Sinclairova djela bila su prihvaćena i čitana u SSSR-u, a i Ejzenštejnu su bila poznata. Između kraja listopada 1930. i Dana zahvalnosti Sinclair je osigurao produženje Ejzenštejnovog odlaska iz SSSR-a i dozvolu da putuje u Meksiko. Putovanje u Meksiko trebalo je da Eisenstein snimi film naziva  ¡Que viva Mexico! koji su producirali Sinclair i njegova supruga Mary, te još troje investitora naziva "Meksički filmskI fond".

### Putovanje u Meksiko
Sergej je bio toliko željan snimanja filma pod vlastitim uvjetima da je potpisao većinu svojih prava te je očito previdio pravne implikacije ugovora posebno one koje se odnose na to dobiva samo 10 posto dobiti ili da je film trebao biti "nepolitički" kao I to da je propustio omogućiti besplatnu distribuciju filma SSSR-u. Također, Ejzenštejn je nenamjerno prihvatio dio ugovora koji nalaže da su film I slike koje napravi postaju Sinclaireino vlasništvo. Film nikada nije dovršen. Problemi s budžetom, u kombinaciji sa Staljinovim nezadovoljstvom duljinom Ejzenštejnova boravka u Meksiku i mnoštvom drugih čimbenika, zaustavila je snimanje filma. Gotovo 91.440 metara snimki snimljenih za ¡Que viva Mexico! postale su zabranjene za uvoz u SSSR te su izrezane, montirane i objavljene u Sjedinjenim Državama kao filmovi Grom nad Meksikom, Ejzenštejn u Meksiku i Dan smrti (1933–34.) te ih sam Ejzenštejn nikada nije vidio. 1939. godine snimljen je četvrti film pod naslovom Vrijeme na suncu. Niz edukativnih filmova o Meksiku također je sastavljen pomoću izvadaka iz koluta. Sinclair je 1954. darovao veliki dio snimki Muzeju moderne umjetnosti u New Yorku. Filmski producent Jay Leyda od tih je snimki sastavio Ejzenštejnov meksički film: epizode za proučavanje (1958.). Ejzenštejnov bivši suradnik Grigory Aleksandrov uredio ga je u okvirnom skladu s Ejzenštejnovim izvornim nacrtima i objavio kao ¡Que viva Mexico! (1979).

### Povratak u SSSR
Očito je neko vrijeme proveo u mentalnoj bolnici u Kislovodsku u srpnju 1933. godine, navodno kao rezultat depresije rođene njegovim konačnim prihvaćanjem da mu nikada neće biti dopušteno uređivanje meksičkih snimaka. Poslije toga dodijeljen mu je nastavnički položaj u Državnom institutu za kinematografiju gdje je ranije predavao, a 1933. i 1934. bio je zadužen za pisanje kurikuluma.  
1935. Ejzenštejnu je dodijeljen još jedan projekt, Bezhin Meadow, ali čini se da je film bio pogođen mnogim istim problemima kao i ¡Que viva México !.Odlučio je snimiti dvije verzije scenarija, jednu za odrasle gledatelje i drugu za djecu. Međutim, nije uspio definirati jasan raspored snimanja što rezultiralo prekoračenjem troškova i propuštenim rokovima.

### Povratak u filmsku industriju
Ejzenštejn je uspio nagovoriti na Staljina za "još jednu priliku", a između dvije ponude odabrao je zadatak biografije Aleksandra Nevskog, s glazbom koju je skladao Sergej Prokofjev. Odlučio je napraviti film u skladu sa Staljinovom politikom veličanja ruskih junaka. Kao i u srednjovjekovnim epovima, likovi su bili snažno stilizirani junaci ili polubogovi legende. Produciran u uskoj suradnji s Prokofjevim, koji je napisao partituru, film je predstavljao spoj slika i glazbe u jedinstveno ritmičko jedinstvo, neraskidivu cjelinu. Ovaj put, dodijeljen mu je koscenarist, Pyotr Pavlenko koji bi napisao potpuni scenarij; profesionalni glumci koji će igrati uloge; i pomoćnik redatelja Dmitrij Vasiljev kako bi ubrzao snimanje. Rezultat je bio film koji su kritički prihvatili i Sovjeti i na Zapadu, a koji mu je donio Red Lenjina i Staljinovu nagradu. Film je snimljen, dovršen i pušten u distribuciju tijekom 1938. godine i predstavljao je prvi Ejzenštejnov film nakon gotovo desetljeća i njegov prvi zvučni film. Nekoliko mjeseci nakon puštanja filma u javnost, Staljin je sklopio pakt s Hitlerom i Aleksander Nevski je odmah povučen iz distribucije. Ejzenštejn se vratio poučavanju i bio je zadužen za režiju filma Die Walküre Richarda Wagnera u kazalištu Boljšoj. Nakon izbijanja rata s Njemačkom 1941. godine, Aleksandar Nevski ponovno je pušten u javnost i stekao je međunarodni uspjeh.

### Trilogija Ivan Grozni
Kako se rat približavao Moskvi, Ejzenštejn je bio jedan od mnogih filmaša koji su otišli u Alma-Atu, gdje je prvo razmatrao ideju snimanja filma o caru Ivanu IV. Ejzenštejn se dopisivao s Prokofjevim i tamo mu se pridružio 1942. Ejzenštejnov film Ivan Grozni, I. dio, predstavljajući Ivana IV. Rusije kao nacionalnog heroja (koji prikazuje bitku Rusa i Teutonaca na zaleđenom Čudskom jezeru, a filmom dominira ideja patriotizma), dobio je Staljinovo odobrenje (i Staljinovu nagradu). Međutim, nastavak Ivan Grozni, II. dio kritizirale su razne vlasti i objavljen je tek 1958. godine. Sve snimke iz dijela III. Ivana Groznog zaplijenjene su ili uništene, a sam film nikada nije dovršen jer se Ejzenštejn razbolio.

## Posljednje godine života
Sergej Ejzenštejn imao je srčanih problema tijekom svog života. Između 1946. i 1948. imao je dva srčana udara, a treći je u noći s 11. veljače 1948. bio koban.

## Filmski teoretičar
Ejzenštejn je bio među najranijim teoretičarima filma. Kratko je pohađao filmsku školu koju je osnovao Lev Kuleshov i obojica su bili fascinirani snagom montaže koja stvara značenje i izaziva emocije. Njihovi pojedinačni spisi i filmovi temelji su na kojima je izgrađena sovjetska teorija montaže, ali su se znatno razlikovali u razumijevanju njezinih temeljnih principa. Njegovi članci i knjige - posebno "Film form" i "Film sense" - detaljno objašnjavaju značaj montaže.
Njegova djela i filmovi nastavili su imati velik utjecaj na buduće filmaše. Ejzenštejn je vjerovao da je montiranje i uređivanje više od pukog izlaganja scene ili trenutka. Smatrao je da se "kolizija" kadrova može koristiti za manipuliranje osjećajima publike i stvaranje filmskih metafora.  Razvio je ono što je nazvao "metodama montaže": metrička, ritmička, tonalna, overtonalna i intelektualna koji se i danas koriste u filmu.
Ejzenštejn je predavao filmove tijekom svoje karijere u Institutu za cinematografiju, gdje je napisao nastavne programe za redatelje. Njegova predavanja nalaze se u radu Lekcije s Eisensteineom autora Vladimira Nižniĭa. Vježbe i primjeri za studente temeljili su se na prikazivanju literature (Balzacov Otac Goriot).  

## Počasti i nagrade
- Dvije Staljinove nagrade - 1941. za film Aleksandar Nevski (1938.), 1946. za prvi film serije Ivan Grozni (1944.)[12]
- Zasluženi umjetnik RSFSR-a (1935.)
- Red Lenjina (1939) - za film Aleksandar Nevski (1938)
- Orden značke časti[13]

## Filmografija
- Glumov dnevnik (1923.),
- Štrajk (1925.),
- "Oklopnjača Potemkin" (1925.),
- Oktobar (1928.),
- Staro I novo (1929.),
- Frauennot - Frauenglück (1929.),
- Romance Sentimentale (1930.),
- ¡Que viva México! (1932.)
- Bezhin Meadow (1937.),
- "Aleksandar Nevski" (1938.),
- Ivan Grozni, 1. dio (1944.),
- Ivan Grozni, 2. dio (1945.).

## Vanjske poveznice
- Sergej Ejzenštejn Hrvatska enciklopedija
- Sergej Ejzenštejn  Arhivirana inačica izvorne stranice od 7. ožujka 2021. (Wayback Machine), Filmska enciklopedija
- Discussion with Stalin regarding Ivan the Terrible
- "Glumov's Diary" – 1923 – Sergei Eisenstein's first film na Youtubeu
- Sergei Eisenstein on Google Arts and Culture
- Sergei Eisenstein na IMDB-u.